# Daseochaeta mackeanae
Daseochaeta mackeanae är en fjärilsart som beskrevs av Cockerell 1930. Daseochaeta mackeanae ingår i släktet Daseochaeta och familjen nattflyn. Inga underarter finns listade i Catalogue of Life.